# Polonium-210

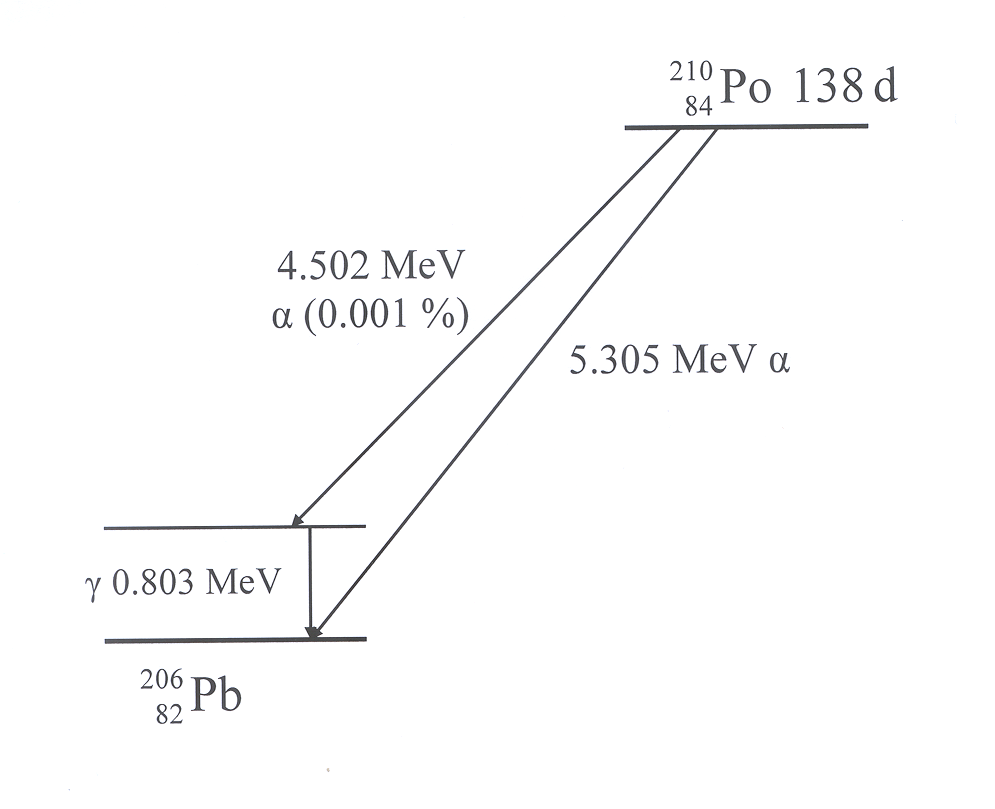
Rozpad Polonia-210

Polonium-210 (210Po) je izotop polonia, který se přeměňuje alfa rozpadem s poločasem 138,376 dne na stabilní olovo-206. Miligram 210Po vyzáří za sekundu stejné množství alfa částic jako 5 gramů 226Ra. Několik curie (1 curie je 3,7×1010 Bq) 210Po vydává modré světlo, což je způsobeno excitací okolního vzduchu. 1 gram tohoto izotopu uvolňuje 140 W energie.
Jelikož vyzařuje hlavně alfa záření, které může být pohlceno na velmi krátké vzdálenosti v hustém prostředí a uvolnit svou energii, tak se 210Po používá jako zdroj tepla v radioizotopových termoelektrických generátorech umělých družic a mimo jiné bylo použito také zdroj tepla v měsíčních vozítkách Lunochod, kde mělo během měsíčních nocí udržovat v teple důležité součásti přístrojů. Některé antistatické přípravky obsahují několik mikrocurie 210Po jako zdroj nabitých částic.
Většina 210Po podléhá alfa rozpadu bez emise záření gama, k té dojde přibližně u jedné ze 100 000 přeměn. Kvůli této malé tvorbě gama záření je polonium-210 hůře identifikovatelné. Vhodnější než gama spektroskopie je pro tento účel alfa částicová spektroskopie.
Polonium-210 se ve stopových množstvích vyskytuje v přírodě, jelikož je součástí uran-radiové rozpadové řady, kde vzniká beta minus přeměnou z bismutu-210.
210Po je značně toxické, už 1 mikrogram je pro průměrného dospělého člověka smrtelný (podle hmotnosti 250 000krát větší toxicita než u kyanovodíku). Tento izotop byl použit k zabití ruského disidenta a bývalého agenta FSB Alexandra Litviněnka v roce 2006 a otrava jím byla považována za jednu z možných příčin smrti Jásira Arafata.